# Washmere Green
Washmere Green is een gehucht in het bestuurlijke gebied Babergh, in het Engelse graafschap Suffolk. Het maakt deel van de civil parish Great Waldingfield/Lavenham.